# Myotis hosonoi
Myotis hosonoi är en fladdermusart som beskrevs av Yoshinori Imaizumi 1954. Myotis hosonoi ingår i släktet Myotis och familjen läderlappar. Inga underarter finns listade i Catalogue of Life.
Fladder musen förekommer på ön Honshu i Japan. Arten godkänns inte av IUCN. Den listas där som synonym till Myotis ikonnikovi.